# 吉田ルイ子
吉田 ルイ子（よしだ ルイこ、1934年7月10日 - 2024年5月31日）は、日本の写真家、ジャーナリスト。

## 来歴・人物
北海道室蘭市出身。父親は鉄鋼会社の重役であり、裕福な家庭に育つ。小学校時代に同じ学校に通っていたアイヌの生徒への差別を目の当たりにしたことでジャーナリストの道を志す。東洋英和女学院中学部・高等部を経て、慶應義塾大学法学部政治学科を卒業。
NHK国際局の嘱託を経て、朝日放送にアナウンサーとして勤務。1961年、フルブライト交換留学生として渡米し、オハイオ州立大学とコロンビア大学で学び、フォトジャーナリズム専攻で1964年にコロンビア大学より修士号を取得した。
ニューヨーク在住中に、ハーレムで撮った写真が高く評価され、1968年に公共広告賞を受賞する。
1971年に帰国。翌1972年、東京都渋谷区の百貨店で写真展「ハーレム―ブラック・イズ・ビューティフル」を開催した。編集者の熱心なすすめにより、同年、ルポルタージュ『ハーレムの熱い日々』を出版。
1982年にサンリオ映画『ロングラン』で監督を務めた。
2002年にくもん出版の教材誌「めざせ!21世紀の国際人1 国際平和をつくした日本人」に掲載した。
「九条の会」傘下の「マスコミ九条の会」呼びかけ人、「世田谷・九条の会」呼びかけ人を務めた。
2024年5月31日、胆管がんまたは老衰のため東京都内の介護施設で死去。89歳没。

## 受賞
- 2001年：日本ジャーナリスト会議特別賞
- 2003年：第19回国際写真フェスティバル東川賞特別賞

## 著書
- 『ハーレムの熱い日々』講談社、1972年 / 講談社文庫、1979年 / ちくま文庫、2024年
- 『ハーレム 黒い天使たち』講談社、 1974年。木島始・文
  - 『ハーレム 黒い天使たち』（復刻版）TODOROKI / NLP Inc.、2010年
- 『ぼくの肌は黒い』ポプラ社、1978年
- 『自分を探して旅に生きてます』講談社文庫、1983年
- 『LUV 時さえ忘れて　日付のない日記1965-1983』冬樹社、1983年
- 『世界おんな風土記』旺文社文庫、1983年
- 『女たちのアジア』旺文社文庫、1984年
- 『サンディーノのこどもたち―私の見たニカラグア』大月書店、1985年
- 『吉田ルイ子のアメリカ』講談社文庫、1987年
- 『フォト・ジャーナリストとは?―撮れなかった一枚の写真』岩波書店<岩波ブックレット>、1987年
- 『南ア・アパルトヘイト共和国』大月書店、1989年
- 『アパルトヘイトの子どもたち―僕たちは怒っている』ポプラ社<ポプラ社教養文庫>、1990年
- 『南アフリカの新しい風 MASAKANE』大月書店、1995年
- 『少女マギー―南アフリカ・アパルトヘイトをのりこえて』ポプラ社、1996年
- 『子供は見ている - The family of child』（画・いわさきちひろ）講談社、1999年
- 『華齢な女たち―beautiful age』中央公論新社、 2001年
- 『わたしはネコロジスト』中央公論新社<中公文庫>、 2003年

## 関連書籍
- 小河修子『こんな生き方がしたい　フォトジャーナリスト 吉田ルイ子』理論社、1998年